# 利亚斯 (阿尔代什省)
利亚斯（法語：Lyas，法語發音：[ljas]）是法国阿尔代什省的一个市镇，属于普里瓦区。

## 地理
利亚斯（44°44'22"N, 4°35'59"E）面积7.95 平方千米，位于法国奥弗涅-罗讷-阿尔卑斯大区阿尔代什省，该省份为法国东南部内陆省份，北起顺时针与卢瓦尔省、伊泽尔省、德龙省、沃克吕兹省、加尔省、洛泽尔省和上盧瓦爾省接壤。
与利亚斯接壤的市镇（或旧市镇、城区）包括：库克斯、弗拉维亚克、普朗勒、普里瓦、圣樊尚德迪尔福、韦拉。
利亚斯的时区为UTC+01:00、UTC+02:00（夏令时）。

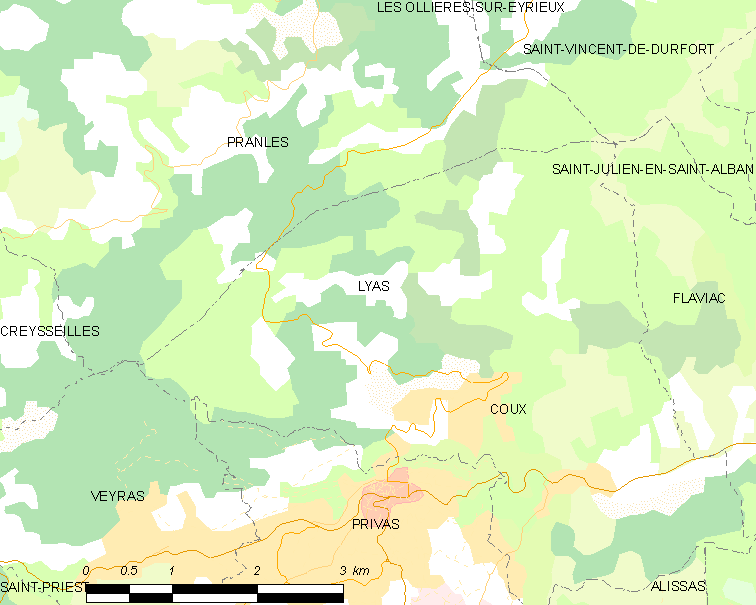
利亚斯的OSM定位图

## 行政
利亚斯的邮政编码为07000，INSEE市镇编码为07146。

## 政治
利亚斯所属的省级选区为普里瓦县。

## 人口

1962-2008年间利亚斯人口变化图示

利亚斯于2022年1月1日时的人口数量为592人。